# أورا (عملة)
الأورا (بالأفريكانية: Ora، وتُنطق: [ˈuəra]، الرمز: Ф) هي عملة محلية مستخدمة في بلدة أورانيا، وهي بلدة صغيرة في جنوب أفريقيا تسكنها غالبية من الأفريكانر. تم إصدار العملة لأول مرة في أبريل 2004، وتُستخدم ضمن نطاق محدود داخل البلدة.

## الخصائص
تُربط الأورا بقيمة الراند الجنوب أفريقي بنسبة 1:1، أي أن 1 أورا = 1 راند، لكنها لا تُعتبر عملة رسمية معترف بها من قبل البنك الاحتياطي لجنوب أفريقيا.

## التسمية
يرتبط اسم العملة باسم البلدة التي تُستخدم فيها، أورانيا، ويعود أصل الكلمة إلى اللاتينية aurum والتي تعني ذهب، في إشارة رمزية للقيمة والثقافة.

## الغرض والاستخدام
تهدف العملة إلى تعزيز الاقتصاد المحلي لأورانيا، وتحفيز تداول السلع والخدمات داخل المجتمع. يتم إصدار الأوراق النقدية من قبل مؤسسات محلية، وتقبل بها معظم المتاجر والمرافق داخل البلدة، لكنها غير صالحة للتداول خارجها.

## الوضع القانوني
رغم استخدامها الواسع في أورانيا، فإن الأورا ليست عملة قانونية رسمية، ولا تحظى بأي اعتراف أو ضمان من البنك المركزي الجنوب أفريقي. ويُعتبر استخدامها محصورًا في إطار محلي غير إلزامي.

## الإصدارات
تم إصدار عدة طبعات من الأورا منذ 2004، تحمل صورًا لرموز ثقافية وتاريخية من مجتمع الأفريكانر. وشهدت العملة تحسينات على مستوى الأمان والتصميم في الإصدارات الحديثة، بما في ذلك إصدار عام 2021.